# Lavaur (Tarn)
 Denne artikel omhandler byen Lavaur (Tarn). Der er også andre byer med dette navn, se Lavaur.
Lavaur (occitansk: La Vaur) er en commune i Tarn départementet i det sydlige Frankrig. Byen ligger 37 km sydøst for Montauban med tog.
Under Tour de France 2011, vil Lavaur være målby for den 167,5 km lange 11. etape med start i Blaye-les-Mines.
I Lavaur er en underpræfektur og en domstol af første instans (en lavere domstol).

## Historie
Lavaur kommer fra gallisk og betyder "skjult flod" eller "gully". Denne etymologi, at have passeret gennem Occitansk Vauro svarer fuldstændigt med topografien af stedet (se afsnittet Geofrafi).
- 1025: en lille muromkransede by er beskrevet i flere skrifter.
- 1098: opførelse af Sankt Alain. Landet udbydes af Isarn, den daværende biskop i Toulouse.
- 1181: byen er under belejring som hjem for et arnested for den kætterske Cathars.
- 1211: Lavaur bliver erobret af Simon de Montfort under de albigensiske korstog efter en belejring på mere end en måned. Dame Giraude de Laurac[1], der var i spidsen for byen, blev dræbt, ved at blive smidt ned i en brønd og stenet til døde. Firs riddere blev hængt og fire hundrede perfekte og perfekte er brændt på bål.[2]
- 1220: Efter drabet af Simon de Montfort, er Lavaur taget af den fremtidige Raimond VII. Han udryddede hele garnisonen i byen.
- 1226: Ludvig VIII efter sin kampagne for at indsende de Languedoc, lavede en ophold i Lavaur. Franciskanerne, ved hjælp af Sicard VI Viscount af Lautrec, implanteret i Lavaur uden for byen.
- 1229: ødelæggelse af befæstningen i byen, efter Paristraktaten mellem Ludvig IX og Raimond VII.
- 1317: Pave Johannes XXII til fødslen af biskoprådet af Lavaur. Det er afgrænset i 1318, følger det en vigtig udvikling af byen. Nogle biskopper er berømt i den lange liste af biskopper af Lavaur.
- Til 1369-70: indbyggerne i byen tvang de britiske tropper under ledelse af John Chandos til at trække sig.
- 1468: Ludvig XI etableret i Lavaur amt.
- 1483: Lavaur vender tilbage til den kongelige ejendom Karl VIII. En frygtelig pest rammer byen.
- 1540: Et møde mellem generalstaterne af Languedoc blev afholdt i Lavaur for at diskutere et udkast til en kanal mellem Garonne og Middelhavet, den fremtidige Canal du Midi.
- 1562: Franciskanerne bliver martyrdøde af huguenotter.
- 1589: Statsligaen i Languedoc, i Lavaur svor aldrig at anerkende som konge en kætter.
- 1642: grundlæggelsen af klostret St. Clair.
- Midten af det 18. århundrede, grundlægges kongelige silke- og tekstilfabriker.
- 1800-1926: Lavaur bliver til underpræfekturet Tarn.

## Geografi
Lavaur ligger på den venstre bred af Agout, som her krydses af en jernbanebro og en stenbro fra slutningen af det 18. århundrede. Byen er beliggende nordøst for Toulouse, syd for Gaillac og vest for Castres.

## Demografi
| 1793  | 1800  | 1806  | 1821  | 1831  | 1836  | 1841  | 1846  | 1851  | 1856  | 1861  | 1866  | 1872  | 1876  | 1881  | 1886  | 1891  | 1896  |
| ----- | ----- | ----- | ----- | ----- | ----- | ----- | ----- | ----- | ----- | ----- | ----- | ----- | ----- | ----- | ----- | ----- | ----- |
| 5.500 | 6.237 | 6.551 | 6.672 | 7.179 | 7.205 | 7.014 | 7.015 | 7.331 | 7.331 | 7.438 | 7.376 | 7.331 | 7.563 | 6.929 | 6.963 | 6.477 | 6.382 |

| 1901  | 1906  | 1911  | 1921  | 1926  | 1931  | 1936  | 1946  | 1954  | 1962  | 1968  | 1975  | 1982  | 1990  | 1999  | 2006  | 2007   | 2008   |
| ----- | ----- | ----- | ----- | ----- | ----- | ----- | ----- | ----- | ----- | ----- | ----- | ----- | ----- | ----- | ----- | ------ | ------ |
| 6.535 | 6.388 | 6.130 | 5.443 | 5.704 | 6.045 | 5.502 | 5.913 | 5.934 | 6.291 | 7.665 | 7.897 | 7.972 | 8.148 | 8.537 | 9.860 | 10.036 | 10.364 |

## Seværdigheder
Fra 1317 indtil den franske revolution var Lavaur hovedsædet i bispedommet: Lavaur katedral, der var dedikeret til Skt Alain. Katedralen, blev bygget til dette formål og stammer fra det 13., 14. og 15. århundrede, med et ottekantet klokketårn. Et andet og mindre firkantet tårn indeholder en jaquemart (en statue, som slå klokken med en hammer) fra det 16. århundrede. I biskoppehaven er statuen af Emmanuel, comte de Las Cases, en af Napoleons ledsagere på Sankt Helena.

## Økonomi
Byen driver destillering og melfræsning og fremstilling af børster, gips og træsko.

## Omkringliggende byer
- Albi
- Castres
- Graulhet
- Toulouse
- Gaillac
- Saint-Sulpice

## Venskabsbyer
- El Vendrell

## Eksterne links
- Wikimedia Commons har flere filer relateret til Lavaur (Tarn)
- (fransk) Officiel hjemmeside
- (fransk) Lavaurs historie Arkiveret 16. juli 2011 hos  Wayback Machine
- http://www.recensement.insee.fr/searchResults.action?zoneSearchField=&codeZone=81140-COM Arkiveret 30. august 2012 hos  Wayback Machine